# Granges-le-Bourg
Granges-le-Bourg és un municipi francès situat al departament de l'Alt Saona i a la regió de Borgonya - Franc Comtat. L'any 2007 tenia 357 habitants.

## Demografia

### Població
El 2007 la població de fet de Granges-le-Bourg era de 357 persones. Hi havia 145 famílies, de les quals 37 eren unipersonals (21 homes vivint sols i 16 dones vivint soles), 33 parelles sense fills, 54 parelles amb fills i 21 famílies monoparentals amb fills.
La població ha evolucionat segons el següent gràfic:
Habitants censats

### Habitatges
El 2007 hi havia 160 habitatges, 146 eren l'habitatge principal de la família, 5 eren segones residències i 8 estaven desocupats. 145 eren cases i 14 eren apartaments. Dels 146 habitatges principals, 116 estaven ocupats pels seus propietaris, 28 estaven llogats i ocupats pels llogaters i 2 estaven cedits a títol gratuït; 1 tenia dues cambres, 16 en tenien tres, 40 en tenien quatre i 88 en tenien cinc o més. 123 habitatges disposaven pel capbaix d'una plaça de pàrquing. A 72 habitatges hi havia un automòbil i a 67 n'hi havia dos o més.

### Piràmide de població
La piràmide de població per edats i sexe el 2009 era:
| Homes | Edats   | Dones |
| ----- | ------- | ----- |
| 0     | 95 o +  | 0     |
| 0     | 90 a 94 | 0     |
| 0     | 85 a 89 | 0     |
| 4     | 80 a 84 | 8     |
| 4     | 75 a 79 | 0     |
| 8     | 70 a 74 | 4     |
| 0     | 65 a 69 | 12    |
| 8     | 60 a 64 | 8     |
| 12    | 55 a 59 | 12    |
| 20    | 50 a 54 | 16    |
| 8     | 45 a 49 | 4     |
| 16    | 40 a 44 | 16    |
| 8     | 35 a 39 | 4     |
| 24    | 30 a 34 | 12    |
| 0     | 25 a 29 | 16    |
| 4     | 20 a 24 | 0     |
| 4     | 15 a 19 | 0     |
| 16    | 10 a 14 | 12    |
| 0     | 5 a 9   | 12    |
| 20    | 0 a 4   | 16    |

## Economia
El 2007 la població en edat de treballar era de 239 persones, 173 eren actives i 66 eren inactives. De les 173 persones actives 155 estaven ocupades (85 homes i 70 dones) i 17 estaven aturades (5 homes i 12 dones). De les 66 persones inactives 27 estaven jubilades, 17 estaven estudiant i 22 estaven classificades com a «altres inactius».

### Ingressos
El 2009 a Granges-le-Bourg hi havia 146 unitats fiscals que integraven 356,5 persones, la mediana anual d'ingressos fiscals per persona era de 17.654 €.

### Activitats econòmiques
Dels 7 establiments que hi havia el 2007, 1 era d'una empresa de construcció, 1 d'una empresa de comerç i reparació d'automòbils, 2 d'empreses de transport, 1 d'una empresa immobiliària, 1 d'una empresa de serveis i 1 d'una entitat de l'administració pública.
Dels 2 establiments de servei als particulars que hi havia el 2009, 1 era un taller de reparació d'automòbils i de material agrícola i 1 electricista.
L'any 2000 a Granges-le-Bourg hi havia 3 explotacions agrícoles.

## Equipaments sanitaris i escolars
L'únic equipament sanitari que hi havia el 2009 era una ambulància.
El 2009 hi havia una escola maternal integrada dins d'un grup escolar amb les comunes properes formant una escola dispersa.

## Poblacions més properes
El següent diagrama mostra les poblacions més properes.